# Borgvold
Borgvold er en park mellem Nørresø og Søndersø i Viborg, der blev anlagt i 1864 af slotsgartner Tyge Rothe. Parken rummer slyngede stier, kanal, broer og musiktribune samt mange spændende planter, heriblandt en samling af store rhododendron. Om vinteren er den hjemsted for byens skøjtebane.
Den 11 m høje middelalderlig borgbanke Borgvold præger i betydelig grad parken. Banken er resterne af den borg, som kong Erik Menved lod opføre i 1313.

## Middelalderen
Borgen Borgvold bygges af kongemagten som en af flere borge i Jylland efter at Erik Menved måtte nedkæmpe et jysk oprør i 1313. Borgvold er en ca. 11 meter høj borgbanke, som ved foden måler cirka 110 x 90 meter. Banken blev tidligere kaldt Store Borgvold, idet der frem til midten af 1800-tallet fandtes en mindre banke mod nord med navnet Lille Borgvold. Måske har der engang været en voldgrav på landsiden, hvor der nu er et vandløb. På den uregelmæssige borgbanke blev der ved en arkæologisk udgravning i 1889 fundet fundamenter til bygninger, men der var ikke tale om nogen detaljeret undersøgelse. I 1970 blev der ved foden af borgbanken ud mod Hans Tausens Alle fundet rester af en dæmning samt pæle, der kunne dendrokronologisk dateres til 1314, hvilket støtter, at borgen blev anlagt af Erik Menved. 
Ribeårbogen fortæller at den blev opført i 1313. Denne årbog er den eneste bevarede kilde fra middelalderen, der omtaler borgen i Viborg. Sjællandske Krønike skriver om Erik Menveds etablering af en række borge i Jylland i 1313, at “Han byggede nye borge og forstærkede de gamle, og således betvang han omsider jydernes gamle stivsind”. 
Sammen med byggeriet af borgen opstemmedes Nørresø og Søndersø ved Søndermølle, så vandstanden steg med 2 meter og søerne flød sammen til én stor sø. Dette bevirkede blandt andet at tangen og vejforbindelsen mellem Borgvold og Asmild forsvandt.
Borgen havde efter alt at dømme en kort funktionstid. Ved Erik Menveds død 1319 var kongemagten svækket, og stormændene ønskede at svække den yderligere. Broderen Christoffer var villig til at acceptere kravene og underskrev en håndfæstning den 25. januar 1320, der satte betydelige begrænsninger for hans magt. Blandt andet måtte Christoffer 2. acceptere, at alle kongens borge i Jylland med undtagelse af borgene i Kolding, Ribe og Skanderborg skulle nedrives. Borgvold omtales ikke efterfølgende, og sandsynligvis er den blevet nedlagt som følge af håndfæstningen. 
Borgbanken kan i dag bestiges via en trappe med 60 trin, men den oprindelige adgang må være sket via en rampe langs bankens syd- og østside. 

## Fra år 1855
Fra søerne blev opstemmet i 1310'erne og til år 1855, blev der drevet forskellige former for passagertransport over søen med udgangspunkt fra ”Salonhalvøen” på det østligste punkt af Borgvold. Dette sparede byens borgere for en omvej på omkring 5 km. I år 1855 blev den nuværende dæmning og bro bygget, og byen var igen samlet med en landfast forbindelse.
Slotsgartner Tyge Rothe etablerede i år 1864 de første stier og kanaler, ligesom han plantede mange af de træer og buske i det anlæg man kan se i dag. Han hævdede også terrænet i området ved bl.a. at sprede et lag teglbrokker fra Viborg Domkirke, der var blevet nedbrudt året før.
I 1869-70 omlagde handelsgartner Carl Jacobsen Brostrøm parken og udvidede den til de omkring 4.5 ha arealet er i dag.
Området var tidligere delt mellem flere ejere. I 1907 blev hovedparten af arealerne overdraget byen i et gavebrev af brændevinsbrænder David Haubro og hans kone Christiane. Ægteparret stillede som betingelse, at stedet "som en af landets historiske steder altid skulle fredes og værnes som sådan, og må ingensinde afhændes fra byen eller bebygges og ej anvendes i andet øjemed end som lystanlæg".
Den daværende musikpavillion i tyrolerstil blev opført i 1896 af arkitekt Henrik Hagemann. I 2005 nedbrændte den totalt, og i de følgende år havde man ikke en scene til sommerens optrædener og koncerter. I 2008 opførtes en helt ny og moderne musikpavillion i funkisstil med en scenestørrelse på 50 m2. Den blev i juni 2009 præmieret af kommunen.
På toppen af den 11 meter høje borgbanke Borgvold står en mindesten fra 1915. Den er rejst for Erik Ejegod, der i 1102 rejste fra Viborg på en bodsrejse, fordi han i fuldskab havde slået fire af sine soldater og sin lutsanger ihjel. Med runeskrift er skrevet: "Vidfare reiste liden sten, efter Erik Konning sin, Ejegod, der sydpå døde", og under det står tilføjet: "Fjernt fra sit kære Fædreland".
Området langs den østlige side af Sct. Ibs Gade forsvandt, da gaden blev udvidet i 1968, og dermed røg også træet med “Rundebænken”. I 1989 kom Bibelhaven i det vestlige hjørne til. Haven ligger som et symbol på, at Viborg i 1000 år har været et kirkeligt centrum. Legepladsen “Eriksborg" blev anlagt nord for borgbanken i foråret 2016.

## Skulpturer
Seks skulpturer pryder haven: Gerhard Hennings “Liggende pige” (opstillet 1991), “Siddende pige” (opstillet 1995) og “Stående pige” (opstillet 2014), Ludvig von Schwanthalers (1782-1848)  “Vandpige” (opstillet 1984), Marianne Norris' “Agern” (opstillet 1988) og Peter Stuhrs “At rejse” (opstillet 2008)